# Alconeura pseudomaculata
Alconeura pseudomaculata är en insektsart som först beskrevs av Baker 1903.  Alconeura pseudomaculata ingår i släktet Alconeura och familjen dvärgstritar. Inga underarter finns listade i Catalogue of Life.